# کی هوسوگای
کی هوسوگای (انگلیسی: Kei Hosogai؛ زادهٔ ۱۰ اکتبر ۱۹۸۴) بازیگر، و بازیگر سینما اهل ژاپن است.